# Maksym Hawryłenko
Maksym Serhijowycz Hawryłenko, ukr. Максим Сергійович Гавриленко (ur. 18 sierpnia 1991 roku w Odessie) – ukraiński piłkarz, grający na pozycji pomocnika.

## Kariera piłkarska

### Kariera klubowa
Wychowanek Szkoły Sportowej Czornomoreć Odessa, barwy którego bronił w juniorskich mistrzostwach Ukrainy (DJuFL). W 2007 podpisał kontrakt z odeskim Czornomorcem, ale występował jedynie w młodzieżowej i drugiej drużynie. Latem 2012 przeszedł do Desny Czernihów. Potem bronił barw klubów SKA Odessa, FK Odessa i PFK Sumy. We wrześniu 2014 podpisał kontrakt z mołdawską Dacią Kiszyniów. W 2017 został wypożyczony do Dinamo-Auto Tyraspol. Podczas przerwy zimowej sezonu 2017/18 powrócił do Ukrainy, a 22 lutego 2018 zasilił skład Żemczużyny Odessa. Po rozwiązaniu klubu jako wolny agent 3 sierpnia 2018 został piłkarzem FK Mynaj.

### Kariera reprezentacyjna
W latach 2007–2009 występował w juniorskiej reprezentacji Ukrainy U-17 i U-19.

## Sukcesy i odznaczenia

### Sukcesy klubowe
Dacia Kiszyniów
- wicemistrz Mołdawii (3): 2014/15, 2015/16, 2016/17
- finalista Pucharu Mołdawii (1): 2014/15